# ピーター・ソーン
ピーター・ソーン（Peter Sohn、1977年10月18日 - ）は、アメリカ合衆国のピクサー・アニメーション・スタジオ所属のアニメーター、映画監督、声優、脚本家である。

## 経歴
ブロンクス区で生まれ、ニューヨークシティで育った。両親は、韓国人の移民である。カリフォルニア芸術大学に通いながら、夏のインターンシップではブラッド・バード監督『アイアン・ジャイアント』に携わる。卒業後はウォルト・ディズニー・カンパニーやワーナー・ブラザースを経てピクサーに入社。
ピクサーでは『ファインディング・ニモ』にアニメーション・脚本部門として初参加の後、『Mr.インクレディブル』、『レミーのおいしいレストラン』、『ウォーリー』に参加。また、ソーンは『レミーのおいしいレストラン』のエミールの声優を務めた。監督デビューは2009年『晴れ ときどき くもり』で、自らが起案した。『晴れ ときどき くもり』はAnimation Show of Showsに選ばれている。同年『崖の上のポニョ』の英語版では、ジョン・ラセター、ブラッド・ルイスと共同監督を務めた。 
『カールじいさんの空飛ぶ家』の少年ラッセルはソーンがモデルである。短編『ジョージとAJ』ではラッセルの、『モンスターズ・ユニバーシティ』ではスクイシーの声優を務めた。
2015年の『アーロと少年』では監督と、スティラコサウルスのウッド・ブッシュの声優を務めた。

### 私生活
ソーンはカリフォルニア芸術大学で出会ったアンナ・シャンバースと結婚している。

## 映画
- アイアン・ジャイアント(1999): アニメーション補助、Rough Inbetweener
- Osmosis Jones (2001): アニメーター
- ファインディング・ニモ(2003): 脚本、製作
- Mr.インクレディブル(2004): 脚本、製作、アニメーション、声優補助
- ワンマンバンド (2005): 製作
- レミーのおいしいレストラン(2007): 脚本、アニメーション、声優（エミール）
- Your Friend the Rat (2007): 声優（エミール）
- ウォーリー(2008): 脚本
- カーズトゥーン（英語版）(2008): 声優補助（東京メーター）
- 崖の上のポニョ(2009): 監督（アメリカ版）
- カールじいさんの空飛ぶ家(2009): 脚本
- 晴れ ときどき くもり(2009): 監督、著者
- ジョージとAJ（英語版）(2009): 声優（ラッセル）
- トイ・ストーリー3(2010): 製作補助
- ニセものバズがやって来た(2011): 声優（リサイクル・ベン）
- モンスターズ・ユニバーシティ(2013): 声優（スコット・スクイブルス（スクイシー））[1]
- アーロと少年(2015): 監督、声優（フォレスト・ウッドブッシュ）[2][3][4][5]
- バズ・ライトイヤー(2022): 声優（ソックス）
- マイ・エレメント(2023): 監督
- 星つなぎのエリオ(2024): 制作補助